# Киреев, Всеволод Сергеевич
Всеволод Сергеевич Киреев (27 февраля 1947, Гомель, БССР — 30 ноября 2019, Екатеринбург, Россия) — советский и российский кинооператор, оператор комбинированных съемок, член Союза кинематографистов РФ, лауреат премии губернатора Свердловской области за выдающиеся достижения в области искусства. Ветеран труда Свердловской области (2007)

## Биография
Родился 27 февраля 1947 года в Гомеле.
В 1971 году окончил Ленинградский институт киноинженеров.
После окончания института был принят на Свердловскую киностудию начальником цеха операторской техники. В 1973 году стал ассистентом оператора. В 1977 году перешел в цех комбинированных съёмок. С 1979 года — оператор киностудии.
Основная специализация — комбинированные съёмки, как для игрового, так и для анимационного кино. За свою карьеру был оператором комбинированных съёмок более тридцати фильмов. Член Союза Кинематографистов России.
Умер 30 ноября 2019 года. Похоронен на Лесном кладбище Екатеринбурга.

### Личная жизнь
Жена — Киреева Лариса Константиновна (1947—2013). Дочь: Зоя Киреева.

## Фильмография
Как сотрудник Свердловской киностудии работал над несколькими десятками фильмов, в частности научно-популярного или документального толка, для которых оформлял титры, элементы оформления и комбинированную съёмку. Среди этих фильмов такие, как «Этот нелинейный мир», «Каслинское художественное литье», «Что там внутри?», «Тайна светового луча», «По курсу вулкан», «Будь полезен человечеству», «Твоя ли это профессия?»; «Лесная метеостанция», «Я. М. Свердлов. Всего один год», «Я — кардиолог» и многие другие. Ряд кинопублицистических фильмов снял в сотрудничестве с Леонидом Рымаренко.

#### Избранная фильмография
| Год  | Тип     | Название                  | Роль                                                |
| ---- | ------- | ------------------------- | --------------------------------------------------- |
| 1978 | х/ф     | В ночь лунного затмения   | оператор комбинированной съёмки                     |
| 1986 | реклама | Водка «Абсолют»           | оператор                                            |
| 1988 | д/ф     | Фуга                      | оператор                                            |
| 1989 | х/ф     | Груз 300                  | оператор комбинированной съёмки                     |
| 1992 | м/ф     | Племянник кукушки         | оператор                                            |
| 1993 | х/ф     | Ты есть…                  | оператор комбинированной съёмки, в титрах не указан |
| 1994 | х/ф     | Мастер и Маргарита        | оператор комбинированной съёмки                     |
| 1995 | м/ф     | Нюркина баня              | оператор                                            |
| 1996 | м/ф     | Паучок                    | оператор                                            |
| 2002 | д/ф     | Давид                     | оператор                                            |
| 2003 | д/ф     | Как слово наше отзовется… | оператор                                            |
| 2004 | х/ф     | Первые на Луне            | оператор комбинированной съёмки, актёр              |
| 2004 | д/ф     | Осенние люди              | оператор                                            |
| 2005 | д/ф     | Бычье сердце              | оператор                                            |
| 2006 | м/ф     | Девочка-дура              | оператор                                            |
| 2009 | д/ф     | Лота                      | оператор                                            |

## Оценки коллег
Киреев пользовался авторитетом и уважением коллег, называвших его «Великим комбинатором» за умение находить изящные решения в сложных ситуациях. В энциклопедии «Екатеринбург» Киреев отмечен в числе лучших уральских кинооператоров.
Тайна его профессионализма — в артистизме, в том, что будучи «технарём» высокой пробы, он наделён тонкой отзывчивой душой художника; и это позволяет ему с лёгкостью подхватить и материализовать самые дерзкие полёты режиссёрской фантазии! И не только режиссёрской — своей собственной ему тоже не занимать! Всеволод пребывает в постоянном поиске новых средств художественной выразительности и одновременно — технических средств для воплощения замысла. Пытливый его ум поглощён многообразными и сложными техническими проблемами, которые он решает часто весьма неожиданно — путём усовершенствования и «нетрадиционного» использования самых нехитрых приспособлений 
Дмитрий Геллер: 
И ещё один важный человек для меня был — оператор комбинированной съемки Всеволод Киреев. Он работал в комбинированном цехе студии, там делают специальные эффекты для кино, титры и фильмы, как пользоваться ракетной установкой или как устроена доменная печь. Все то изображение, которое у меня сегодня есть, появилось благодаря ему, отцу Зои Киреевой. То, что я там подсмотрел и понял, я потом перенес в компьютерные технологии.
Алёна Тремазова, сценаристка, режиссёр:
Я помню, как в 15 лет пришла в его кабинет, где стояло так много всего сложного, мне ещё непонятного, где творилась магия какая-то. Он показывал нам кадры из фильма «Первые на Луне». Он рассказывал что-то удивительно сложное для понимания. Но делал он это так легко. Увлекательно. И ты был уверен, что когда-нибудь поймешь. Поймешь и техническую, и эту волшебную обратную сторону кино. Эта та Свердловская киностудия, которая осыпалась пылью у меня на глазах. И которой я так благодарна. Которая и состояла из таких волшебников, как Всеволод Сергеевич.